# Alicia se tiró por el parabrisas
Alicia se tiró por el parabrisas (wörtl.: „Alicia hat sich durch die Windschutzscheibe geschmissen“) ist eine ecuadorianische Rockband.

## Geschichte
Die Band wurde Ende 2001 in Quito von Sänger Alex Vor, Gitarrist Daniel Heredia und Schlagzeuger Juan Carrión gegründet. 4 Jahre später stieß Bassist David Vor dazu und am Schlagzeug wurde Juan Carrión von Andrés Mandini abgelöst, der einige Monate später aufgrund seines Medizinstudiums aufgeben musste und von José Luis Vergara ersetzt wurde. Ende 2006 brachte die Band ihr erstes Album „Radioestesia“ auf den Markt. 2008 nahmen Alicia se tiró por el parabrisas in Zusammenarbeit mit dem kolumbianischen Produzenten ZETHA ihr neues Album „Radioespectro“ auf. Ihre Single „Motel“ wurde 2008 als beste musikalische Produktion Ecuadors ausgezeichnet. Die Rockband nahm an Festivals wie dem Quitofest 2006 und 2008 oder der Fete de la Musique teil.

## Auszeichnungen
- „Banda Promesa 2006“*
- „Banda Alternativa del Año 2007“
- „Mejor Banda del Año 2008“ des Radios Metro Estaccion

## Diskografie
- 2006: Radioestesia
- 2008: Radioespectro